# 레이어강

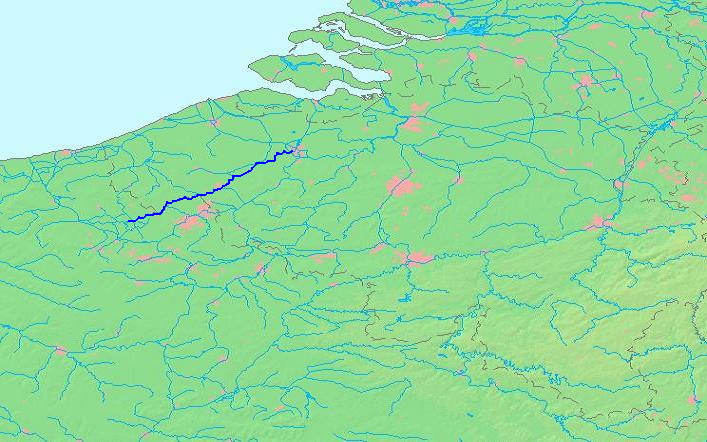
레이어강의 경로

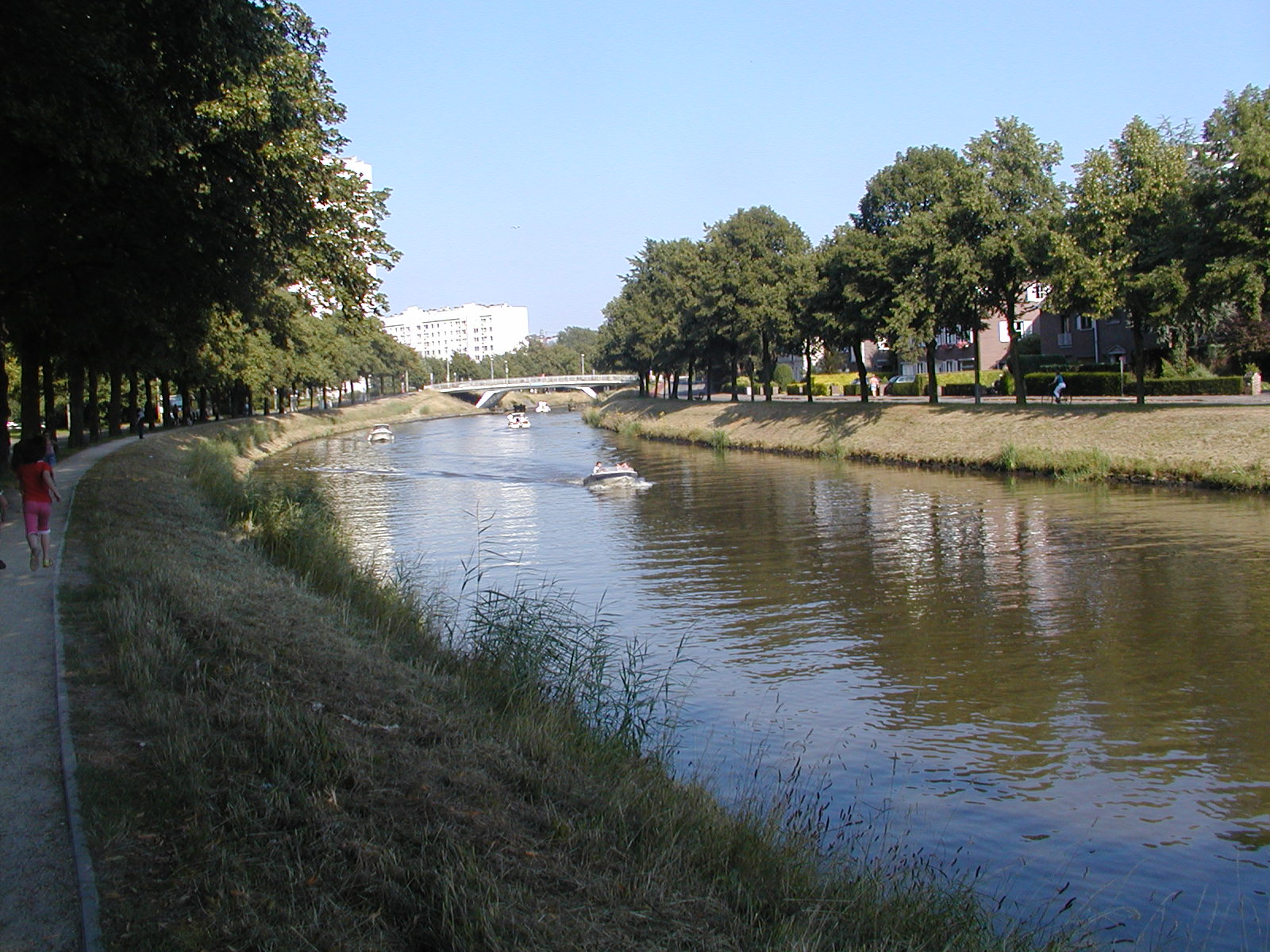
벨기에 헨트를 흐르는 레이어강

레이어강(네덜란드어: Leie, 프랑스어: Lys 리스[*])은 프랑스와 벨기에를 흐르는 강으로 길이는 202 km이다. 스헬더강의 왼쪽 지류이며 프랑스 파드칼레주, 노르주, 벨기에 에노주, 베스트플란데런주, 오스트플란데런주를 흐른다.